# Alice Liddell
Alice Pleasance Liddell (Westminster, 4 mei 1852 – Westerham, 16 november 1934) was de Engelse muze van Lewis Carroll (pseudoniem van Charles Lutwidge Dodgson) bij het bedenken van Alice's Adventures in Wonderland en Through the Looking-Glass.

## Biografie
Alice Liddell was de middelste van de drie dochters (Lorina, Alice en Edith) van dr. Henry George Liddell en Lorina Hanna Reeve. Het echtpaar had ook nog een oudere zoon en zou later nog vijf kinderen krijgen, van wie twee zoons jong stierven. Henry Liddell was de deken van de kathedraal van Oxford en is nu nog befaamd om zijn woordenboek A Greek–English Lexicon.
Liddell ontmoette Dodgson, die wiskundedocent was in Oxford, voor het eerst op 25 april 1856. Dodgson was een verwoed amateurfotograaf. Op 3 juni van datzelfde jaar nam hij voor het eerst foto's van Alice en haar zusjes Edith en Lorina. Ondanks het grote leeftijdsverschil ontstond er vriendschap tussen hen. In de zomers maakte het gezelschap vaak boottochtjes.
Op 4 juli 1862 nam Dodgson Alice en haar twee zusjes mee op weg naar een picknick aan boord van een roeiboot. Terwijl dominee Robinson Duckworth van Oxford naar Godstow roeide, vertelde Dodgson de meisjes een fantastisch en bijzonder humoristisch verhaal, waarin niet geheel toevallig ene Alice de hoofdrol vervulde. Na afloop vroeg Alice hem herhaaldelijk het verhaal op te schrijven. Dat deed Dodgson ten slotte. Daarna drukte hij het verhaal op een handpers en maakte er illustraties bij. Op 26 november van dat jaar gaf hij het resultaat aan Alice cadeau. Hij had het verhaal Alice's Adventures Under Ground genoemd.
In 1865 werd een uitgebreidere versie uitgegeven als Alice's Adventures in Wonderland, met illustraties van Sir John Tenniel.
Het contact tussen de zusjes en Dodgson was toen al verbroken. De reden van de breuk, die in 1863 plaatsvond, is nooit opgehelderd.
In 1871 verscheen nog een tweede Alice-boek: Through the Looking-Glass (and What Alice Found There).

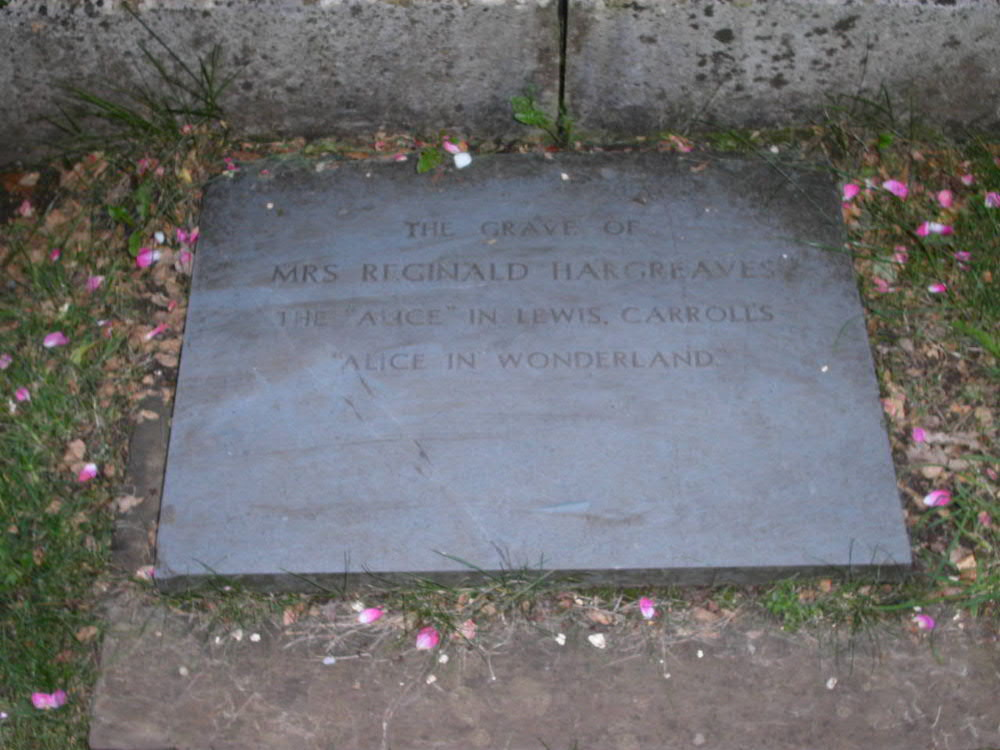
Het graf van Alice Hargreaves

In 1872 maakten de drie zussen een reis door Europa (een zogeheten grand tour, in die tijd gebruikelijk omdat het goed was voor de algemene ontwikkeling). De zusjes waren bekend met prins Leopold, de jongste zoon van koningin Victoria. De eerste dochter van Leopold heette ook Alice.
Op 15 september 1880 trouwde Alice Liddell met Reginald Hargreaves. Ze kregen drie zoons (Alex Knyveton, Leopold Reginald en Caryl Liddell) van wie de oudste twee sneuvelden in de Eerste Wereldoorlog (zij worden herdacht in de kerk in Lyndhurst). Toen haar echtgenoot in 1928 overleed, verkocht ze wegens geldgebrek het manuscript dat Dodgson haar had geschonken. Het bracht 15 400 pond op; in die tijd veel geld. Aanvankelijk kwam het in de Verenigde Staten terecht. In 1932, het honderdste geboortejaar van Charles Dodgson, reisde Alice Liddell op uitnodiging naar de Verenigde Staten, waar haar door de Columbia University een eredoctoraat werd verleend. (In 1992 maakte de BBC over deze reis een docudrama, getiteld The Dreamchild.) Het manuscript werd bij die gelegenheid tentoongesteld in diezelfde universiteit. Tegenwoordig is het in het bezit van de British Library.
Liddell overleed in 1934 op 82-jarige leeftijd. Haar as ligt begraven onder een gedenkplaat (met de inscriptie Mrs Reginald Hargreaves), bij het familiegraf, naast de kerk (St Michael and All Angels) in Lyndhurst, in het hart van het Zuid-Engelse New Forest.